# وسنا (گروه موسیقی)
وسنا (به انگلیسی: Vesna) گروه موسیقی اهل جمهوری چک است.
آن‌ها نماینده جمهوری چک در یوروویژن ۲۰۲۳ بودند.